# Валь-д'Ільє
Валь-д'Ільє (фр. Val-d'Illiez) — громада  в Швейцарії в кантоні Вале, округ Монте.

## Географія
Громада розташована на відстані близько 95 км на південний захід від Берна, 37 км на захід від Сьйона.
Валь-д'Ільє має площу 39,3 км², з яких на 4,1% дозволяється будівництво (житлове та будівництво доріг), 38,3% використовуються в сільськогосподарських цілях, 36,7% зайнято лісами, 20,9% не є продуктивними (річки, льодовики або гори).

## Демографія
2019 року в громаді мешкало 2025 осіб (+17,9% порівняно з 2010 роком), іноземців було 18,4%. Густота населення становила 52 осіб/км².
За віковим діапазоном населення розподілялося таким чином: 19,4% — особи молодші 20 років, 59% — особи у віці 20—64 років, 21,6% — особи у віці 65 років та старші. Було 936 помешкань (у середньому 2,2 особи в помешканні).
Із загальної кількості 596 працюючих 94 було зайнятих в первинному секторі, 101 — в обробній промисловості, 401 — в галузі послуг.